# Tuberkulina
Tuberkulina - (ATC: V04 CF01) białko uzyskiwane z hodowli prątka gruźlicy służące do wykonywania próby tuberkulinowej, po raz pierwszy uzyskana przez Roberta Kocha w 1890 roku.
Nazwę tuberkulina zaproponował Odo Feliks Kazimierz Bujwid i służyła ona początkowo do określania nieoczyszczonej tuberkuliny tzw. starej tuberkuliny.
W 1929 r. wyizolowano ze starej tuberkuliny frakcję odpowiedzialną za reakcję skórną, tzw. PPD (z ang. purified protein derivative).
Aktualnie do wykonywanie odczynów tuberkulinowych, zgodnie z zaleceniami WHO, stosuje się opracowaną przez Statens Serum Institut w Kopenhadze, referencyjną tuberkulinę RT23 (roztwór 0,005% tuberkulinowy stabilizowany Tween 80).

Przeczytaj ostrzeżenie dotyczące informacji medycznych i pokrewnych zamieszczonych w Wikipedii.